# Iberis grosii
Iberis grosii là một loài thực vật có hoa trong họ Cải. Loài này được Pau mô tả khoa học đầu tiên năm 1922.